# Katar-Riyal
Der Katar-Riyal (arabisch ريال قطري, DMG riyāl qaṭarī) ist die Währung des Golfstaates Katar, er ist seit 1980 weitgehend, im Verhältnis 3,64 zu 1, an den US-Dollar gekoppelt. Ein Katar-Riyal ist in 100 Dirham (دراهم / darāhim, Singular: درهم, DMG dirham) unterteilt.
Der Name Riyal leitet sich vom spanischen Real ab, der mehrere Jahrhunderte die Währung in Spanien war, (abgeleitet von span. rey = König). Der Riyal ist seit 1966 Währung des Katar und wurde als Katar und Dubai Riyal bis 1973 als gemeinsame Währung mit den Trucial States mit Ausnahme des Emirats Abu Dhabi verwendet. Zuvor war ab 1959 die Golf-Rupie in Verwendung und für kurze Zeit 1966 der Saudi-Riyal.
Derzeit gibt es Überlegungen, den Riyal durch eine gemeinsame Währung der Golfstaaten zu ersetzen.

## Münzen und Banknoten
Die Zentralbank von Katar gibt Banknoten im Wert von 1, 5, 10, 50, 100, 200 und 500 Riyal aus, Münzen sind im Wert von 25 und 50 Dirham im Umlauf. Gouverneur der katarischen Zentralbank ist seit 2006 Abdullah Bin Saoud Al Thani.

### 4. Banknotenserie (2003–2008)
| Nennwert   | Farbe  | Abmessungen   | Beschreibung  | Beschreibung                                          |
| Nennwert   | Farbe  | Abmessungen   | Vorderseite   | Rückseite                                             |
| ---------- | ------ | ------------- | ------------- | ----------------------------------------------------- |
| 1 Riyal    | Grau   | 13,4 × 6,6 cm | Wappen Katars | Haubenlerche, Bienenfresser, Wüstenregenpfeifer       |
| 5 Riyals   | Grün   | 14,0 × 6,7 cm | Wappen Katars | Dromedar, Arabische Oryx, Katarisches Nationalmuseum  |
| 10 Riyals  | Orange | 14,6 × 6,9 cm | Wappen Katars | Dau, Dünen                                            |
| 50 Riyals  | Purpur | 15,2 × 7,0 cm | Wappen Katars | Qatar Central Bank, Perlenstatue an der Doha Corniche |
| 100 Riyals | Oliv   | 15,8 × 7,2 cm | Wappen Katars | Moschee, Al-Shaqab-Institut                           |
| 500 Riyals | Blau   | 16,4 × 7,4 cm | Wappen Katars | Würgfalke, Al-Wajbah-Fort                             |

### 5. Banknotenserie (2020)
| Nennwert   | Farbe   | Abmessungen   | Beschreibung  | Beschreibung                                                          |
| Nennwert   | Farbe   | Abmessungen   | Vorderseite   | Rückseite                                                             |
| ---------- | ------- | ------------- | ------------- | --------------------------------------------------------------------- |
| 1 Riyal    | Grün    | 13,4 × 6,6 cm | Flagge Katars | Dau, Perlenstatue an der Doha Corniche                                |
| 5 Riyals   | Braun   | 14,0 × 6,7 cm | Flagge Katars | Dromedar, Arabische Oryx, Arabisches Pferd                            |
| 10 Riyals  | Blau    | 14,6 × 6,9 cm | Flagge Katars | Lusail Iconic Stadium, Aspire Tower, Forschungszentrum Sidra Medicine |
| 50 Riyals  | Purpur  | 15,2 × 7,0 cm | Flagge Katars | Qatar Central Bank, Finanzministerium                                 |
| 100 Riyals | Cyan    | 15,8 × 7,2 cm | Flagge Katars | Abu-Al-Qubaib-Moschee                                                 |
| 200 Riyals | Orange  | 16,1 × 7,3 cm | Flagge Katars | Katarisches Nationalmuseum                                            |
| 500 Riyals | Violett | 16,4 × 7,4 cm | Flagge Katars | Ras-Laffan-Erdgasraffinerie, Tanker für Flüssigerdgas                 |